# Pablo Andrés González
Pablo Andrés González (Tandil, Provincia de Buenos Aires, Argentina 28 de mayo de 1985) es un futbolista argentino. Se desempeña en la posición de delantero y su actual equipo es el Novara Calcio de la Serie C de Italia. 
Es hermano del futbolista argentino Mariano González.

## Clubes
| Club                | País      | Año           |
| ------------------- | --------- | ------------- |
| Racing Club         | Argentina | 2005-2007     |
| Locarno             | Suiza     | 2008          |
| Grupo Universitario | Argentina | 2008-2009     |
| Novara              | Italia    | 2009-2011     |
| Palermo (cedido)    | Italia    | 2011          |
| Siena (cedido)      | Italia    | 2011-2012     |
| Novara              | Italia    | 2012-2016     |
| Alessandria         | Italia    | 2016-2018     |
| Novara              | Italia    | 2019-Presente |